# Episodi de Il commissariato Saint Martin (quarta stagione)
La quarta stagione della serie televisiva Il commissariato Saint Martin è stata trasmessa in anteprima in Francia dalla France 2 tra il 7 aprile 2000 e il 3 novembre 2000.
| nº | Titolo originale                    | Titolo italiano | Prima TV Francia  | Prima TV Italia |
| -- | ----------------------------------- | --------------- | ----------------- | --------------- |
| 1  | Légitime défense                    |                 | 7 aprile 2000     |                 |
| 2  | Non assistance à personne en danger |                 | 14 aprile 2000    |                 |
| 3  | Détournement                        |                 | 21 aprile 2000    |                 |
| 4  | Garde à vue                         |                 | 28 aprile 2000    |                 |
| 5  | Esclavage                           |                 | 5 maggio 2000     |                 |
| 6  | Tourisme sexuel                     |                 | 12 maggio 2000    |                 |
| 7  | Braquage (1ère partie)              |                 | 29 settembre 2000 |                 |
| 8  | Braquage (2ème partie)              |                 | 6 ottobre 2000    |                 |
| 9  | Disparition                         |                 | 13 ottobre 2000   |                 |
| 10 | Règlement de comptes                |                 | 20 ottobre 2000   |                 |
| 11 | Affaires de famille                 |                 | 27 ottobre 2000   |                 |
| 12 | Bavure                              |                 | 3 novembre 2000   |                 |